# Saint Lucy (Barbade)
Saint-Lucy est l'une des onze paroisses de la Barbade.

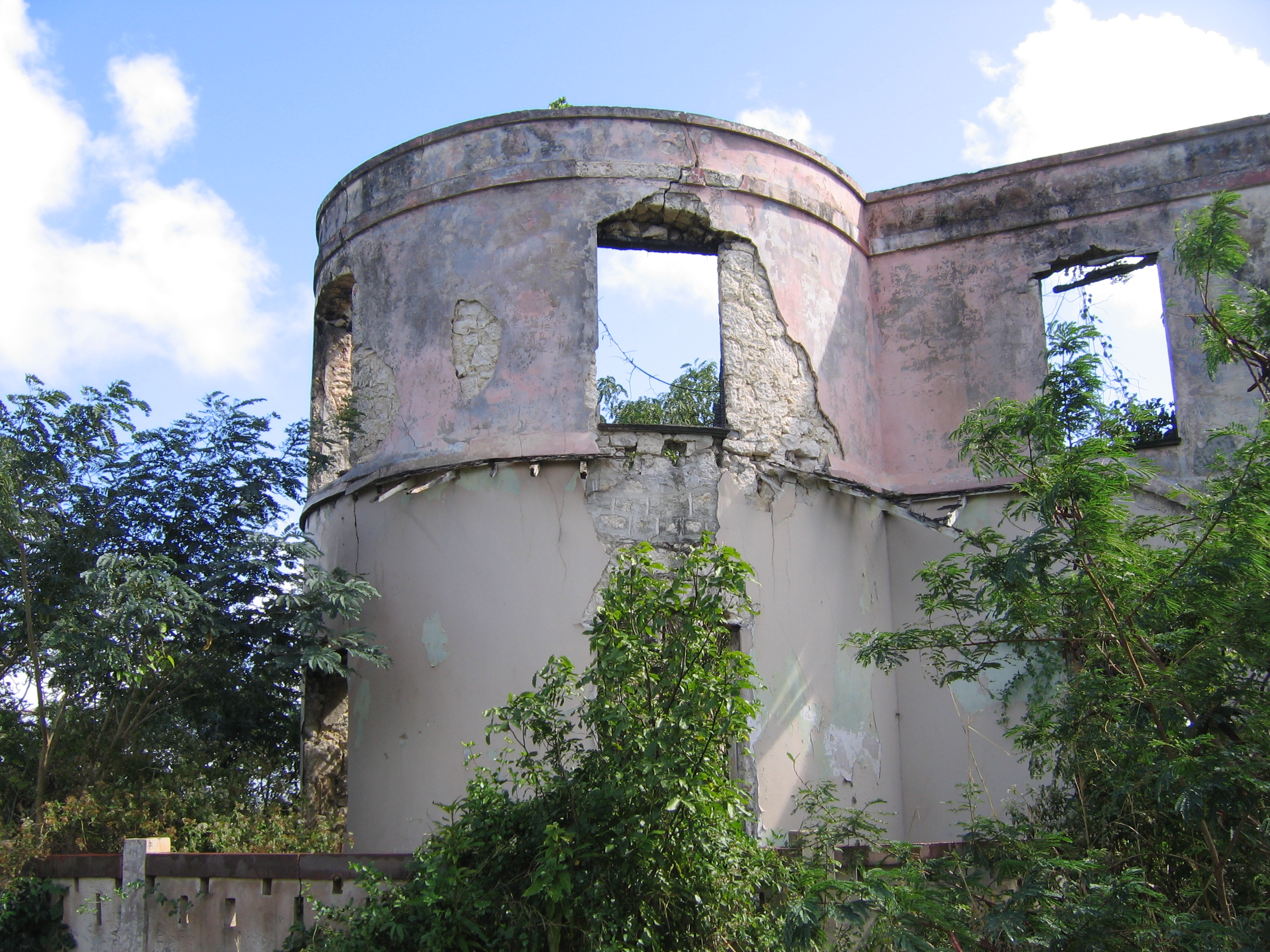
Ruins, Saint Lucy, Barbade